# Norm Crosby
Norman Lawrence Crosby (Boston, 15 de septiembre de 1927 - Los Ángeles, 7 de noviembre de 2020) fue un comediante estadounidense.

## Biografía
Nacido en Boston, Massachusetts en 1927, la carrera de Crosby inició en el mundo del stand up comedy en la década de 1950, cuando empezó a ser conocido como Mr. Malaprop. Realizó numerosas apariciones en series de televisión como The Tonight Show Starring Johnny Carson en 1964, The Beautiful Phyllis Diller Show en 1968, la serie canadiense Everything Goes en 1974 y The Dean Martin Celebrity Roast entre 1974 y 1984. Cuenta con una estrella en el Paseo de la Fama de Hollywood, en el lado sur del bloque 6600 de Hollywood Boulevard.
Falleció el 7 de noviembre de 2020 en su hogar de Los Ángeles, California debido a un paro cardíaco, a los noventa y tres años.